# ヒルベルト空間上のコンパクト作用素
数学の関数解析学の分野において、ヒルベルト空間上のコンパクト作用素（ヒルベルトくうかんじょうのコンパクトさようそ、英: Compact operator on Hilbert space）は、行列の直接的な拡張である。すなわち、ヒルベルト空間において、それらはまさしく一様作用素位相における有限ランク作用素の閉包である。したがって、行列理論で得られる結果はしばしば同様の議論によってコンパクト作用素へと拡張することが出来る。対照的に、無限次元空間上の一般的な作用素の研究には、しばしば異なる手法が必要となる。
例えば、バナッハ空間上のコンパクト作用素のスペクトル理論は、行列のジョルダン標準形と非常によく似た形式を取る。ヒルベルト空間の文脈では、正方行列がユニタリ対角化可能であるための必要十分条件は、それが正規作用素であることである。ヒルベルト空間上の正規作用素に対しても、対応する結果が得られる（より一般に、コンパクト性の仮定は除くことも出来る。しかし、上述のように、用いられる手法はより特殊なものとなる）。
この記事では、ヒルベルト空間上のコンパクト作用素に関する結果を紹介する。コンパクト作用素のサブクラスを考える前に、一般的な性質について述べる。

## いくつかの一般的な性質
H をヒルベルト空間とし、L(H) を H 上の有界作用素の集合とする。T ∈ L(H) がコンパクト作用素であるとは、T の下での各有界集合の像が相対コンパクトであることを言う。コンパクト作用素のいくつかの一般的な性質を以下に挙げる。
X と Y がヒルベルト空間（実際、X はバナッハで Y はノルム空間であれば十分）であるとき、T: X → Y がコンパクト作用素であるための必要十分条件は、それが弱位相を備える X から（ノルム位相を備える）Y への写像と見なしたときに連続であることである（(Zhu 2007, Theorem 1.14, p.11)を参照されたい。また、この文献では、F ⊆ X が (∀φ є Hom(X, K)) sup{x**(φ) = φ(x):x} < ∞ を満たすときに一様有界性が適用されることに注意されたい。ここで K は考えている体である。ノルム位相を備える Hom(X, K) はバナッハ空間であり、写像 x**:Hom(X,K) → K はこの位相に関して連続準同型であるため、一様有界性の原理が適用される)。
コンパクト作用素の族は L(H) 内のノルム閉・両側 *-イデアルである。したがって、コンパクト作用素 T は、H が無限次元である場合には有界な逆を持たない。もし ST = TS = I が成立するなら、恒等作用素はコンパクトなるが、これは矛盾である。
強作用素位相における有界作用素の列が Sn → S を満たし、T がコンパクトであるなら、SnT はノルムにおいて ST に収束する。例えば、標準基底 {en} を備えるヒルベルト空間 l2(N) を考える。Pm を {e1 ... em} の線型包の上の正規直交射影とする。列 {Pm} は恒等作用素 I に強収束するが一様収束はしない。今 T を Ten = (1/n)2 · en と定義する。T はコンパクトであり、上述のように、一様作用素位相において PmT → I T = T が成立する。すなわち、すべての x に対して、
{\displaystyle \|P_{m}Tx-Tx\|\leq \left({\frac {1}{m+1}}\right)^{2}\|x\|}
が成立する。各 Pm は有限ランク作用素であることに注意されたい。同様の理由で、T がコンパクトであるなら、T はある有限ランク作用素の列の一様極限であることが示される。
コンパクト作用素のイデアルのノルム閉性により、逆も同様に成り立つ。
コンパクト作用素を法とする L(H) の商 C*-環は、カルキン環と呼ばれ、そこにおいてはある作用素の性質をコンパクトな摂動に至るまで考えることが出来る。

## コンパクトな自己共役作用素
ヒルベルト空間 H 上の有界作用素 T が自己共役であるとは、T = T* を満たすこと、あるいは同値であるが
{\displaystyle \langle Tx,y\rangle =\langle x,Ty\rangle ,\quad x,y\in H}
を満たすことを言う。全ての x ∈ H に対して <Tx, x> は実数となるため、T の固有値は存在するならば常に実数となる。H の閉線型部分空間 L が T の下で不変であるなら、T の L への制限は L 上の自己共役作用素であり、さらに L の直交補空間 L⊥ も T の下で不変である。例えば、その空間 H は二つの T–不変な閉線型部分空間の直交直和に分解することが出来る。そのような二つの空間とはすなわち、T の核とその核の直交補空間 (ker T)⊥（この空間は任意の有界自己共役作用素 T に対し、その値域の閉包となる）である。これらの基本的な事実は、後述のスペクトル定理の証明において重要な役割を果たす。
n × n エルミート行列の分類に関する結果が、次のスペクトル定理である：M = M* であるなら、M はユニタリ対角化可能であり、その対角化行列は実成分を持つ。T をあるヒルベルト空間 H 上のコンパクトな自己共役作用素とする。このような T に対して、同様の次の内容の証明を行う：作用素 T は、それぞれが実固有値に対応するような、ある固有ベクトルの正規直交集合によって対角化することが出来る。

### スペクトル定理
定理 実あるいは複素ヒルベルト空間 H 上のすべてのコンパクトな自己共役作用素 T に対し、T の固有ベクトルからなる H の正規直交基底が存在する。より具体的に言うと、T の核の直交補空間は、T の固有ベクトルの有限な正規直交基底か、T の固有ベクトルの可算無限個の正規直交基底 {en} で対応する固有ベクトル {λn} ⊂ R が λn → 0 を満たすようなもののいずれかとなる。
言い換えると、コンパクトな自己共役作用素はユニタリ対角化可能ということになる。これがスペクトル定理である。
H が可分であるなら、基底 {en} を T の核の可算な正規直交基底と混合することが出来、T の固有ベクトルと、対応する実固有値 {μn} が μn → 0 を満たすようなものからなる H に対する正規直交基底 {fn} が得られる。
系 可分な実あるいは複素無限次元ヒルベルト空間 H 上のすべてのコンパクトな自己共役作用素 T に対し、T の固有ベクトルと対応する固有値 {μn} ⊂ R で μn → 0 を満たすようなものからなる、H の可算無限個の正規直交基底 {fn} が存在する。

#### アイデア
n × n エルミート行列に対するスペクトル定理の証明は、ある固有ベクトル x の存在を示すことにかかっている。もしもこれが示されたなら、エルミート性により x の線型包と直交補空間のいずれもが T の不変部分空間となる。すると求める結果は反復法により求められる。そのような固有ベクトルの存在を示すには、少なくとも次の二つの方法がある：
1. 代数的に論じること。すなわち、T の特性多項式が複素根を持つことから、T は固有値と対応する固有ベクトルを持つと結論付ける。
2. 固有値を変分的に特徴付けること。すなわち、ƒ(x) = x*Tx = <Tx, x> で定義される関数 ƒ: R2n → R の閉単位球上での最大値が、最大固有値となる。

注釈 無限次元の場合、第一の手法の一部分はより一般的に適用される。すなわち、必ずしもエルミートでなくてもよく、任意の正方行列が固有ベクトルを持つ、となる。これはヒルベルト空間上の一般的な作用素に対しては単純に真とはならない。
コンパクト自己共役の場合のスペクトル定理も同様に得ることが出来る。すなわち、上述の第二の無限次元に関する議論を拡張することで、ある固有ベクトルを得ることが出来、そののち反復法を使えば良い。初めに、行列についての議論を紹介する。
R2n 内の閉単位球 S はコンパクトであり、f は連続であるため、f(S) は実直線上でコンパクトであり、したがって S 上のある単位ベクトル y においてある最大値を取る。ラグランジュの定理により、y は
{\displaystyle \nabla f=\nabla \;y^{*}Ty=\lambda \cdot \nabla \;y^{*}y}
をある λ に対して満たす。エルミート性により、Ty = λy が成立する。
しかしながら、ラグランジュ乗数は無限次元の場合へ簡単に一般化はなされない。代わりに、z ∈ Cn を任意のベクトルとする。もし単位ベクトル y が単位球上で <Tx, x> を最大化するなら、それは次のレイリー商も最大化する：
{\displaystyle g(x)={\frac {\langle Tx,x\rangle }{\|x\|^{2}}}\;,\quad x\in \mathbb {C} ^{n},\,x\neq 0.}
関数 h : R → R, h(t) = g(y + t z) を考える。計算により、h ′(0) = 0、すなわち
{\displaystyle h'(0)={\frac {d}{dt}}{\frac {\langle T(y+tz),y+tz\rangle }{\langle y+tz,y+tz\rangle }}(0)=0}
が得られる。m = <Ty, y> / <y, y> とする。いくつかの代数的操作により、上述の表現は以下のようになる（ここで Re は複素数の実部を意味する）。
{\displaystyle Re\langle Ty-my,z\rangle =0.}
しかし z は任意であるため、Ty − my = 0 が成立する。これが数学的な場合のスペクトル定理の証明の要点となる。

#### 詳細
主張  T をある非ゼロのヒルベルト空間 H 上のコンパクトな自己共役作用素とし、
{\displaystyle m(T):=\sup {\bigl \{}|\langle Tx,x\rangle |:x\in H,\,\|x\|\leq 1{\bigr \}}}
を定めるなら、m(T) あるいは −m(T) は T の固有値である。
m(T) = 0 であるなら、極化恒等式より　T = 0 が成立するため、この場合は明らかである。f(x) = <Tx, x> で定義される函数 f: H → R を考える。必要であれば T を −T に置き換えることで、閉単位球 B ⊂ H 上での f の上限が m(T) > 0 に等しいと仮定することが出来る。f がある単位ベクトル y において B 上の m(T) の最大値を達成するなら、行列に対して用いられた議論と同様の議論により、y は T の固有ベクトルで、対応する固有値は λ = < λy, y> = <Ty, y> = f(y) = m(T) であることが分かる。
バナッハ＝アラオグルの定理と H の回帰性により、閉単位球 B は弱コンパクトであることが分かる。また T のコンパクト性は、弱位相を備える X からノルム位相を備える X への写像 T が連続であることを意味する（上述の議論を参照）。これらの二つの事実より、f は弱位相を備える B 上で連続であり、したがってある y ∈ B において B 上の最大値 m を達成することが分かる。すると極大性により ||y|| = 1 であり、これは y がレイリー商 g(x)（上記参照）も最大化することを意味する。このことから、y は T の固有ベクトルであり、主張の証明は完成される。
注釈 T のコンパクト性は本質的に重要である。一般に、f は単位球 B 上の弱位相に対して必ずしも連続でなくても良い。例えば、T を恒等作用素とすれば、これは H が無限次元の場合にはコンパクトとならない。任意の正規直交列 {yn} を考える。このとき yn は 0 に弱収束するが、lim f(yn) = 1 ≠ 0 = f(0) となる。
T をあるヒルベルト空間 H 上のコンパクト作用素とする。ある有限（空であることもあり得る）あるいは可算無限の、T の固有ベクトルからなる正規直交列 {en} でその対応する固有値が非ゼロであるようなものは、次のような手順で帰納的に構成される。H0 = H とし、T0 = T とする。m(T0) = 0 であるなら、T = 0 であり、この場合は固有ベクトル en を構成することなく手順は終了する。つづいて、T の正規直交な固有ベクトルe0, …, en − 1 が見つかった場合を考える。このとき、En:= span(e0, …, en − 1) は T の下で不変であり、自己共役性により、En の直交補空間 Hn は T の不変部分空間となる。今、T の Hn への制限を Tn と表す。m(Tn) = 0 であるなら、Tn = 0 であり、手順は終了する。そうでないなら、Tn に上述の主張を適用することにより、Hn における T のノルム 1 の固有ベクトル en で対応する非ゼロの固有値が λn = ± m(Tn) であるようなものが存在することが分かる。
F =  (span{en})⊥ とする。ただし {en} は上の帰納的手順により構成された有限あるいは無限の列とする。自己共役性により、F は T の下で不変である。T の F への制限を S と表す。有限回のステップでもし手順が終了したなら、その最後のベクトルを em−1 とすれば、構成法により F= Hm および S =  Tm = 0 であることが分かる。無限の場合には、T のコンパクト性と en の 0 への弱収束性から、Ten=  λn en → 0 が分かり、したがって λn → 0 となる。F はすべての n に対して Hn に含まれるため、m(S) ≤ m(Tn) =  |λn| がすべての n に対して成立し、したがって m(S) = 0 となる。これはふたたび S = 0 を意味する。
S = 0 という事実は、F が T の核に含まれることを意味する。反対に x ∈ ker(T) であるなら、自己共役性により、x は非ゼロの固有値に対応するすべての固有ベクトル en と直交する。したがって、F = ker(T) であり、{en} は T の核の直交補空間に対する正規直交基底である。T の対角化はその核の正規直交基底を上手く選ぶことによって完成される。以上より、スペクトル定理の証明は完成される。
より短いが抽象的な証明は次のようなものである。ツォルンの補題より、U を次の三つの性質を満たすような H の極大部分集合とする：U のすべての元は T の固有ベクトルであり、それらのノルムは 1 であり、U の任意の二つの異なる元は直交する。F を U の線型包の直交補空間とする。F ≠ {0} であるなら、それは T の非自明な不変部分空間であり、初めの主張から F 内には T のノルム 1 のある固有ベクトル y が存在することが分かる。しかし U ∪ {y} であるから、これは U の極大性に矛盾する。したがって F = {0} であり、span(U) は H 内で稠密となる。このことから、U は T の固有ベクトルからなる H の正規直交基底であることが分かる。

### 汎函数計算
T がある無限次元ヒルベルト空間 H 上のコンパクト作用素であるなら、T は可逆ではなく、したがって T のスペクトル σ(T) には常に 0 が含まれる。するとスペクトル定理により、σ(T) は T の固有値 {λn} と（0 が固有値に含まれていない場合には）0 から構成されることが分かる。そのような集合 σ(T) は、実直線に含まれるコンパクト部分空間であり、固有値は σ(T) において稠密である。
どのようなスペクトル定理も、汎函数計算の観点から再構成することが出来る。ここでは次の定理に触れる：
定理 C(σ(T)) を、σ(T) 上の連続関数のC*-環とする。このとき、Φ(1) = I および Φ(f) = T を恒等関数 f（f(λ)= λ）に対して満たすような等長準同型写像 Φ: C(σ(T)) → L(H) が唯一つ存在する。さらに、σ(f(T)) = f(σ(T)) が成立する。
汎函数計算写像 Φ は自然な方法で定義される：{en} を H の固有ベクトルの正規直交基底とし、対応する固有値は {λn} とする。f ∈ C(σ(T)) に対して、汎函数計算写像 Φ(f) は
{\displaystyle \Phi (f)(e_{n})=f(\lambda _{n})e_{n}\,}
を全ての n に対して定めることで定義される。このような写像は正規直交基底 {en} に関して対角である。そのため、その写像のノルムは対角係数の絶対値の上限
{\displaystyle \|\Phi (f)\|=\sup _{\lambda _{n}\in \sigma (T)}|f(\lambda _{n})|=\|f\|_{C(\sigma (T))}}
に等しい。Φ の他の性質については簡単に確かめられる。逆に、この定理の条件を満たすような任意の準同型写像 Ψ は、f が多項式である場合には Φ と一致する。ワイエルシュトラスの近似定理より、多項式函数は C(σ(T)) において稠密であり、Ψ = Φ が成立する。このことから Φ は一意的であることが分かる。
より一般的な連続汎函数計算は、ヒルベルト空間上の任意の自己共役（複素数の場合には、正規）な有界線型作用素に対して定義される。ここで述べたコンパクトな場合は、汎函数計算の特に簡単な例であった。

### 同時対角化
あるヒルベルト空間 H（例えば、有限次元空間 Cn）と、自己共役作用素からなるある commuting set {\displaystyle {\mathcal {F}}\subseteq \operatorname {Hom} (H,H)} を考える。このとき、適切な条件下で、同時（ユニタリ）対角化を行うことが出来る。すなわち、それらの作用素の共通の固有ベクトルからなる正規直交基底 Q が存在する。式で表すと、
{\displaystyle (\forall {q\in Q,T\in {\mathcal {F}}})~(\exists {\sigma \in \mathbb {C} })~(T-\sigma )q=0\,}
となる。
補題： {\displaystyle {\mathcal {F}}\,}内のすべての作用素はコンパクトであると仮定する。このとき、すべての閉かつ非ゼロな {\displaystyle {\mathcal {F}}\,}-不変部分空間 S ⊆ H には、{\displaystyle {\mathcal {F}}\,} に対して共通の固有ベクトルが存在する。
証明（補題）：
ケース I：すべての作用素がちょうど一つの固有値を持つ場合。このときは、単位長の任意の {\displaystyle s\in S\,} が共通の固有ベクトルとなる。
ケース II：少なくとも二つの固有値を持つある作用素  {\displaystyle T\in {\mathcal {F}}\,} が存在する場合。このときは {\displaystyle \alpha \in \sigma (T\upharpoonright S),\neq 0\,} とすれば、T のコンパクト性と α ≠ 0 であることから、{\displaystyle S':=\operatorname {ker} (T\upharpoonright S-\alpha )\,} は有限次元（したがって閉）非ゼロ {\displaystyle {\mathcal {F}}\,}-不変部分空間となる（なぜならば、作用素はすべて T と交換され、{\displaystyle T'\in {\mathcal {F}}\,} および {\displaystyle x\in \operatorname {ker} (T\upharpoonright S-\alpha )\,} に対して {\displaystyle (T-\alpha )(T'x)=(T'(T~x)-\alpha T'x)=0\,} が成立するからである）。特に、{\displaystyle \operatorname {dim} ~S'<\operatorname {dim} ~S} が必ず得られる。したがって、次元についての帰納法により、{\displaystyle S'\subseteq S\,} は {\displaystyle {\mathcal {F}}\,} に対して共通の固有ベクトルを持つことを前もって議論することが可能であった。
定理 1： {\displaystyle {\mathcal {F}}\,} 内のすべての作用素がコンパクトであるなら、それらは同時（ユニタリ）対角化可能である。
証明（定理 1）： 包含関係によって半順序付けられる {\displaystyle \mathbb {P} =\{A\subseteq H:A\,} an orthonormal set of common eigen vectors for {\displaystyle {\mathcal {F}}\}\,} を考える。これは明らかにツォルンの性質を持つ。したがって Q を極大元としたとき、Q がヒルベルト空間 H の全体に対する基底であるなら、証明は完成される。もしそうでないなら、{\displaystyle S={\langle Q\rangle }^{\bot }\,} とすることで、これは {\displaystyle {\mathcal {F}}\,}-不変な非自明閉部分空間であることが簡単に分かる。したがって、上述の補題により、作用素に対する共通の固有ベクトルがそこに存在しうることがわかる（必ず Q に直交する）。しかしその場合、P 内に Q の真の拡張が存在することとなり、これは極大性に矛盾する。
定理 2： {\displaystyle {\mathcal {F}}\,} 内にある単射のコンパクト作用素が存在するなら、その作用素は同時（ユニタリ）対角化可能である。
証明（定理 2）： コンパクトな単射 {\displaystyle T_{0}\in {\mathcal {F}}\,} を固定する。このとき、ヒルベルト空間上のコンパクトな対象作用素のスペクトル理論により、次式を得る。{\displaystyle H={\overline {\bigoplus _{\lambda \in \sigma (T_{0})}\operatorname {ker} (T_{0}-\sigma )}}\,}。ここで {\displaystyle \sigma (T_{0})\subseteq \mathbb {R} ^{+}} は離散的な可算集合で、すべての固有空間は有限次元である。{\displaystyle {\mathcal {F}}\,} は commuting set であるため、すべての固有空間は不変となる。その（有限次元の）固有空間に制限された作用素はすべてコンパクトであるため、それらの各々に定理 1 を適用することが出来、{\displaystyle \operatorname {ker} (T_{0}-\sigma )} に対する正規直交基底 {\displaystyle Q_{\sigma }\,} を見つけることが出来る。{\displaystyle T_{0}} は対称であるため、{\displaystyle Q:=\bigcup _{\sigma \in \sigma (T_{0})}Q_{\sigma }} は（可算）正規直交集合である。また、はじめに述べた分解により、それは H の基底でもある。
定理 3： H を有限次元ヒルベルト空間とし、{\displaystyle {\mathcal {F}}\subseteq \operatorname {Hom} (H,H)} を作用素の可換集合で、各々の作用素が対角化出来るようなものとする。このとき、それらの作用素は同時対角化可能である。
証明（定理 3）： ケース I： すべての作用素がちょうど一つの固有値を持つ場合。このときは、H の任意の基底に対して成立する。
ケース II： 少なくとも二つの固有値を持つ作用素 {\displaystyle T_{0}\in {\mathcal {F}}\,} を固定し、{\displaystyle P^{-1}~T_{0}~P\,} が対称作用素となるように {\displaystyle P\in \operatorname {Hom} (H,H)^{\times }\,} を定める。今 {\displaystyle P^{-1}~T_{0}~P\,} のある固有値を α とする。このとき、{\displaystyle \operatorname {ker} (P^{-1}~T_{0}~P-\alpha )\,} および {\displaystyle \operatorname {ker} (P^{-1}~T_{0}~P-\alpha )^{\bot }\,} が非自明な {\displaystyle P^{-1}{\mathcal {F}}P\,}-不変部分空間であることが容易に分かる。次元についての帰納法により、その部分空間には線型独立な基底 {\displaystyle Q_{1},Q_{2}} が存在し、それらは {\displaystyle P^{-1}{\mathcal {F}}P\,} 内の作用素がその部分空間上で同時対角化可能であることを示すものとなる。すると明らかに {\displaystyle P(Q_{1}\cup Q_{2})\,} は {\displaystyle {\mathcal {F}}\,} 内の作用素が同時対角化可能であることを示すものとなる。
ここで証明には行列の手法を直接使う必要が無かったことに注意されたい。それらの手法を使う別の証明も存在する。
上の定理を、すべての作用素が単にそれらの随伴作用素と可換である場合に拡張することも出来る。この場合、対角化における「直交」という語を取り除くこととなる。ワイル＝ピーターによる表現から生じる作用素に対する、より弱い結果も存在する。G をある固定された局所コンパクトなハウスドルフ群とし、定数倍の不定性を除いて一意な G 上のハール測度に関する自乗可積分な可測関数の空間 {\displaystyle H=L^{2}(G)\,} を定める。連続なシフト作用 {\displaystyle G\times H\to H\,} を考える。ここで {\displaystyle (gf)(x)=f(g^{-1}x)\,} とする。このとき、G がコンパクトであるなら H のある有限次元の既約な不変部分空間の可算直和への分解が唯一つ存在する（これは本質的には作用素の族 {\displaystyle G\subseteq U(H)\,} の対角化である）。G がコンパクトでないが、アーベルである場合には、対角化は達成されない。しかし、H の 1-次元不変部分空間への「連続な」分解が唯一つ存在する。

## コンパクトな正規作用素
エルミート行列の族は、ユニタリ対角化可能な行列の真部分集合である。ある行列 M がユニタリ対角化可能であるための必要十分条件は、それが正規であること、すなわち M*M = MM* が成立することである。同様の内容がコンパクトな正規作用素に対しても成立する。
T をコンパクトとし、T*T = TT* が成立するものとする。T に対して、以下のデカルト分解を適用する：
{\displaystyle R={\frac {T+T^{*}}{2}},\;J={\frac {T-T^{*}}{2i}}}
を定める。自己共役なコンパクト作用素 R および J は、それぞれ T の実部および虚部と呼ばれる。T がコンパクトであることは T* がコンパクトであることを意味し、結果として R および J もコンパクトとなる訳である。さらに、T の正規性から R と J は可換であることが分かる。したがって、それらは同時に対角化可能であり、以下の主張が成立する。
コンパクトな準正規作用素（特に、部分正規作用素）は、正規作用素である。

## ユニタリ作用素
ユニタリ作用素 U のスペクトルは、複素平面内の単位円上に存在する。単位円全体であることもあり得る。しかし、U が恒等作用素にコンパクトな摂動を加えた作用素として与えられるなら、U は可算個のスペクトルのみを持ち、それには 1 が含まれ、有限集合あるいは単位円上で 1 へと収束する列が含まれ得る。より正確に、コンパクトな C に対して U = I + C であると仮定する。このとき、方程式 UU* = U*U = I および C = U − I より、C は正規作用素であることが分かる。C のスペクトルは 0 を含み、有限集合か、あるいは 0 に収束する列を含み得る。U = I + C であることから、U のスペクトルは C のスペクトルを 1 だけシフトすることで得られる。

## 例
- H = L2([0, 1]) とする。このとき

{\displaystyle (Mf)(x)=xf(x),\quad f\in H,\,\,x\in [0,1]}
で定義される乗算作用素 M は H 上の有界な自己共役作用素であって固有値を持たない。したがってスペクトル定理により、M はコンパクト作用素であり得ない。
- K(x, y) を [0, 1]2 上二乗可積分であるとし、H 上の作用素 TK を

{\displaystyle (T_{K}f)(x)=\int _{0}^{1}K(x,y)f(y)\,\mathrm {d} y}
で定義する。このとき TK は H 上のコンパクトなヒルベルト＝シュミット作用素である。
- この積分核 K(x, y) がエルミート性の条件

{\displaystyle K(y,x)={\overline {K(x,y)}},\quad x,y\in [0,1]}
を満たすと仮定する。このとき TK は H 上のコンパクトな自己共役作用素である。{φn} が固有ベクトルの正規直交基底で、対応する固有ベクトルを {λn} としたとき、次が示される。
{\displaystyle \sum \lambda _{n}^{2}<\infty ,\ \ K(x,y)\sim \sum \lambda _{n}\varphi _{n}(x){\overline {\varphi _{n}(y)}}.}
ここでの函数の級数の和は、[0, 1]2 上のルベーグ測度に対する L2 収束で解釈される。マーサーの定理により、級数が K(x, y) に各点収束するための条件、および [0, 1]2 上で一様収束するための条件が得られる。